# Papa Adeodat
Ukupno su bila dvojica papa imena Adeodat.
- Adeodat I. (615. – 618.)
- Adeodat II. (672. – 676.)